# جيمس إم. تورنر
جيمس إم. تورنر هو سياسي أمريكي، ولد في 8 نوفمبر 1928، وتوفي في 20 يوليو 1981. نشط حزبياً في الحزب الجمهوري. وقد انتخب عضو جمعية نيوجيرسي العامة ‏.